# NGC 2018
NGC 2018 je otvoreni skup s emisijskom maglicom u zviježđu Stolu. 

## Vanjske poveznice
- SEDS: NGC 2018